# اتنیک الکترونیکا
اِتنیک الکترونیکا (به انگلیسی: Ethnic electronica) (که با نام‌های اتنوترونیکا، اتنو الکترونیکا یا اتنو تکنو نیز شناخته شده‌است) در واژه به معنای موسیقی الکترونیک قومی یا بومی است. این سبک از ترکیب عناصر موسیقی الکترونیک با موسیقی جهان در دههٔ ۱۹۹۰ میلادی متولد شد. اصطلاح "اتنیک الکترونیکاً در "مَج‌های" موسیقی، در انجمن‌ها و وبلاگ‌های مربوط به موسیقی، و همچنین در آلبوم گردآوری شده‌ای با نام "Another Life: A Journey Into Ethnic Electronica" (که در سال ۲۰۰۳ شرکت تکثیر و پخش موسیقی "لاو کت میوزیک" (به انگلیسی: Love Cat Music) آن را منتشر کرد) ظاهر شد.